# Copa de baloncesto de Francia 2021-22
La 45.ª edición de la Copa de baloncesto de Francia (en francés Coupe de France y también conocida como  Trophée Robert Busnel en memoria de Robert Busnel, baloncestista francés fallecido en 1991) fue una competición organizada por la Federación francesa de baloncesto que se celebró desde el 15 de septiembre de 2021 hasta el 23 de abril de 2022, en la que participaron equipos profesionales y aficionados en un sistema de eliminatoria directa. La final se jugó en el AccorHotels Arena de París entre el ÉB Pau-Lacq-Orthez y el Strasbourg IG, con victoria para los primeros, 95-86.

## 64avos de final
Esta ronda se disputó entre el 15 y el 22 de septiembre de 2021. En esta ronda participan los dos últimos ascendidos a Pro A, los equipos de Pro B y los de NM1
| 15 de septiembre de 2021 | Rueil (NM1) | 79–65           | Le Havre (NM1) |  |
|                          |             |                 |                |  |
|                          |             | [coupe Rapport] |                |  |

| 17 de septiembre de 2021 | Cergy-Pontoise (NM1) | 71–80           | Nancy (Pro B) |  |
|                          |                      |                 |               |  |
|                          |                      | [coupe Rapport] |               |  |

| 20 de septiembre de 2021 | Épinal (NM1) | 83–92           | Saint-Quentin (Pro B) |  |
|                          |              |                 |                       |  |
|                          |              | [coupe Rapport] |                       |  |

| 21 de septiembre de 2021 | Pôle France (NM1) | 64–68           | Orchies (NM1) |  |
|                          |                   |                 |               |  |
|                          |                   | [coupe Rapport] |               |  |

| 21 de septiembre de 2021 | LyonSo Basket (NM1) | 60–77           | Antibes (Pro B) |  |
|                          |                     |                 |                 |  |
|                          |                     | [coupe Rapport] |                 |  |

| 21 de septiembre de 2021 | Andrézieux-Bouthéon (NM1) | 75–68           | Besançon AC (NM1) |  |
|                          |                           |                 |                   |  |
|                          |                           | [coupe Rapport] |                   |  |

| 21 de septiembre de 2021 | Mulhouse (NM1) | 78–75           | Boulogne (NM1) |  |
|                          |                |                 |                |  |
|                          |                | [coupe Rapport] |                |  |

| 21 de septiembre de 2021 | Sables d'Olonne (NM1) | 63–78           | Tours (Pro B) |  |
|                          |                       |                 |               |  |
|                          |                       | [coupe Rapport] |               |  |

| 21 de septiembre de 2021 | La Rochelle (NM1) | 78–93           | Boulazac (Pro B) |  |
|                          |                   |                 |                  |  |
|                          |                   | [coupe Rapport] |                  |  |

| 21 de septiembre de 2021 | Poitiers (NM1) | 84–72           | Challans (NM1) |  |
|                          |                |                 |                |  |
|                          |                | [coupe Rapport] |                |  |

| 21 de septiembre de 2021 | Nantes (Pro B) | 73–59           | Toulouse (NM1) |  |
|                          |                |                 |                |  |
|                          |                | [coupe Rapport] |                |  |

| 21 de septiembre de 2021 | Gries-Souffel (Pro B) | 67–74           | Denain (Pro B) |  |
|                          |                       |                 |                |  |
|                          |                       | [coupe Rapport] |                |  |

| 21 de septiembre de 2021 | Rennes (NM1) | 51–69           | Chartres (NM1) |  |
|                          |              |                 |                |  |
|                          |              | [coupe Rapport] |                |  |

| 21 de septiembre de 2021 | CEP Lorient (NM1) | 77–86           | Rouen (Pro B) |  |
|                          |                   |                 |               |  |
|                          |                   | [coupe Rapport] |               |  |

| 21 de septiembre de 2021 | Kaysersberg (NM1) | 76–86           | Lille (Pro B) |  |
|                          |                   |                 |               |  |
|                          |                   | [coupe Rapport] |               |  |

| 21 de septiembre de 2021 | Aix-Maurienne (Pro B) | 95–60           | Avignon-Le Pontet (NM1) |  |
|                          |                       |                 |                         |  |
|                          |                       | [coupe Rapport] |                         |  |

| 21 de septiembre de 2021 | Bordeaux (NM1) | 70–76           | Dax Gamarde (NM1) |  |
|                          |                |                 |                   |  |
|                          |                | [coupe Rapport] |                   |  |

| 21 de septiembre de 2021 | Quimper (Pro B) | 76–53           | Caen (NM1) |  |
|                          |                 |                 |            |  |
|                          |                 | [coupe Rapport] |            |  |

| 21 de septiembre de 2021 | Vitré (NM1) | 61–90           | Évreux (Pro B) |  |
|                          |             |                 |                |  |
|                          |             | [coupe Rapport] |                |  |

| 21 de septiembre de 2021 | Pont-de-Chéruy (NM1) | 68–79           | Saint-Chamond (Pro B) |  |
|                          |                      |                 |                       |  |
|                          |                      | [coupe Rapport] |                       |  |

| 22 de septiembre de 2021 | Paris Basketball (Pro A) | 94–80           | Angers (NM1) |  |
|                          |                          |                 |              |  |
|                          |                          | [coupe Rapport] |              |  |

| 22 de septiembre de 2021 | Vichy-Clermont (Pro B) | 82–80           | Chalon/Saône (Pro B) |  |
|                          |                        |                 |                      |  |
|                          |                        | [coupe Rapport] |                      |  |

| 22 de septiembre de 2021 | Tarbes-Lourdes (NM1) | 65–77           | Blois (Pro B) |  |
|                          |                      |                 |               |  |
|                          |                      | [coupe Rapport] |               |  |

| 22 de septiembre de 2021 | Saint-Vallier (Pro B) | 76–82           | Fos Provence (Pro A) |  |
|                          |                       |                 |                      |  |
|                          |                       | [coupe Rapport] |                      |  |

## 32avos de final
Esta ronda se disputó entre el 18 y el 20 de octubre de 2021. En esta ronda participan los ganadores de la ronda anterior y los equipos que terminaron el año anterior por debajo del 8º puesto en Pro A
| 18 de octubre de 2021 | Tours (Pro B) | 64–80           | ÉB Pau-Lacq-Orthez (Pro A) |  |
|                       |               |                 |                            |  |
|                       |               | [coupe Rapport] |                            |  |

| 19 de octubre de 2021 | Fos Provence (Pro A) | 79–68           | Andrézieux-Bouthéon (NM1) |  |
|                       |                      |                 |                           |  |
|                       |                      | [coupe Rapport] |                           |  |

| 19 de octubre de 2021 | Mulhouse (NM1) | 88–73           | Saint-Chamond (Pro B) |  |
|                       |                |                 |                       |  |
|                       |                | [coupe Rapport] |                       |  |

| 19 de octubre de 2021 | Aix-Maurienne (Pro B) | 90–91           | Roanne (NM1) |  |
|                       |                       |                 |              |  |
|                       |                       | [coupe Rapport] |              |  |

| 19 de octubre de 2021 | Vichy-Clermont (Pro B) | 86–83           | Antibes (Pro B) |  |
|                       |                        |                 |                 |  |
|                       |                        | [coupe Rapport] |                 |  |

| 19 de octubre de 2021 | Dax Gamarde (NM1) | 69–80           | Blois (Pro B) |  |
|                       |                   |                 |               |  |
|                       |                   | [coupe Rapport] |               |  |

| 19 de octubre de 2021 | Boulazac (Pro B) | 68–63           | Quimper (Pro B) |  |
|                       |                  |                 |                 |  |
|                       |                  | [coupe Rapport] |                 |  |

| 19 de octubre de 2021 | Cholet (Pro A) | 87–77           | Poitiers (NM1) |  |
|                       |                |                 |                |  |
|                       |                | [coupe Rapport] |                |  |

| 19 de octubre de 2021 | Nantes (Pro B) | 61–84           | Limoges (Pro A) |  |
|                       |                |                 |                 |  |
|                       |                | [coupe Rapport] |                 |  |

| 19 de octubre de 2021 | Denain (Pro B) | 64–98           | Gravelines Dunkerque (Pro A) |  |
|                       |                |                 |                              |  |
|                       |                | [coupe Rapport] |                              |  |

| 19 de octubre de 2021 | Orchies (NM1) | 60–62           | Évreux (Pro B) |  |
|                       |               |                 |                |  |
|                       |               | [coupe Rapport] |                |  |

| 19 de octubre de 2021 | Chartres (NM1) | 75–74           | Le Portel (Pro A) |  |
|                       |                |                 |                   |  |
|                       |                | [coupe Rapport] |                   |  |

| 19 de octubre de 2021 | Nancy (Pro B) | 74–51           | Rueil (NM1) |  |
|                       |               |                 |             |  |
|                       |               | [coupe Rapport] |             |  |

| 19 de octubre de 2021 | Nanterre 92 (Pro A) | 77–85           | Saint-Quentin (Pro B) |  |
|                       |                     |                 |                       |  |
|                       |                     | [coupe Rapport] |                       |  |

| 19 de octubre de 2021 | Lille (Pro B) | 71–81           | Châlons-Reims (Pro A) |  |
|                       |               |                 |                       |  |
|                       |               | [coupe Rapport] |                       |  |

| 20 de octubre de 2021 | Paris Basketball (Pro A) | 107–81          | Rouen (Pro B) |  |
|                       |                          |                 |               |  |
|                       |                          | [coupe Rapport] |               |  |

## 16avos de final
Esta ronda se disputó entre el 16 de noviembre y el 1 de diciembre de 2021.
| 16 de noviembre de 2021 | ÉB Pau-Lacq-Orthez (Pro A) | 99–92           | Cholet (Pro A) |  |
|                         |                            |                 |                |  |
|                         |                            | [coupe Rapport] |                |  |

| 16 de noviembre de 2021 | Saint-Quentin (Pro B) | 76–57           | Blois (Pro B) |  |
|                         |                       |                 |               |  |
|                         |                       | [coupe Rapport] |               |  |

| 16 de noviembre de 2021 | Boulazac (Pro B) | 75–70           | Évreux (Pro B) |  |
|                         |                  |                 |                |  |
|                         |                  | [coupe Rapport] |                |  |

| 16 de noviembre de 2021 | Limoges (Pro A) | 101–62          | Chartres (NM1) |  |
|                         |                 |                 |                |  |
|                         |                 | [coupe Rapport] |                |  |

| 16 de noviembre de 2021 | Paris Basketball (Pro A) | 89–73           | Roanne (NM1) |  |
|                         |                          |                 |              |  |
|                         |                          | [coupe Rapport] |              |  |

| 16 de noviembre de 2021 | Vichy-Clermont (Pro B) | 98–78           | Châlons-Reims (Pro A) |  |
|                         |                        |                 |                       |  |
|                         |                        | [coupe Rapport] |                       |  |

| 17 de noviembre de 2021 | Gravelines Dunkerque (Pro A) | 92–61           | Nancy (Pro B) |  |
|                         |                              |                 |               |  |
|                         |                              | [coupe Rapport] |               |  |

| 1 de diciembre de 2021 | Fos Provence (Pro A) | 90–79           | Mulhouse (NM1) |  |
|                        |                      |                 |                |  |
|                        |                      | [coupe Rapport] |                |  |

## Octavos de final
Esta ronda se disputó entre el 15 y el 17 de febrero de 2022. En esta ronda participan los ganadores de la ronda anterior y los ocho primeros clasificados de la temporada anterior de Pro A.
| 15 de febrero de 2022 | JL Bourg (Pro A) | 88–82           | Limoges (Pro A) |  |
|                       |                  |                 |                 |  |
|                       |                  | [coupe Rapport] |                 |  |

| 15 de febrero de 2022 | Strasbourg (Pro A) | 94–90           | Dijon (Pro A) |  |
|                       |                    |                 |               |  |
|                       |                    | [coupe Rapport] |               |  |

| 15 de febrero de 2022 | Fos Provence (Pro A) | 81–68           | Boulazac (Pro B) |  |
|                       |                      |                 |                  |  |
|                       |                      | [coupe Rapport] |                  |  |

| 16 de febrero de 2022 | Mónaco (Pro A) | 92–76           | Le Mans (Pro A) |  |
|                       |                |                 |                 |  |
|                       |                | [coupe Rapport] |                 |  |

| 16 de febrero de 2022 | ASVEL (Pro A) | 90–70           | Vichy-Clermont (Pro B) |  |
|                       |               |                 |                        |  |
|                       |               | [coupe Rapport] |                        |  |

| 16 de febrero de 2022 | Saint-Quentin (Pro B) | 105–111         | Gravelines Dunkerque (Pro A) |  |
|                       |                       |                 |                              |  |
|                       |                       | [coupe Rapport] |                              |  |

| 16 de febrero de 2022 | Orléans (Pro A) | 70–77           | ÉB Pau-Lacq-Orthez (Pro A) |  |
|                       |                 |                 |                            |  |
|                       |                 | [coupe Rapport] |                            |  |

| 17 de febrero de 2022 | Metropolitans 92 (Pro A) | 88–81           | Paris Basketball (Pro A) |  |
|                       |                          |                 |                          |  |
|                       |                          | [coupe Rapport] |                          |  |

## Cuartos de final
Esta ronda se disputó entre el 26 de marzo de 2022.
| 26 de marzo de 2022 | ÉB Pau-Lacq-Orthez (Pro A) | 93–72           | Fos Provence (Pro A) |  |
|                     |                            |                 |                      |  |
|                     |                            | [coupe Rapport] |                      |  |

| 26 de marzo de 2022 | Strasbourg (Pro A) | 95–87           | Metropolitans 92 (Pro A) |  |
|                     |                    |                 |                          |  |
|                     |                    | [coupe Rapport] |                          |  |

| 26 de marzo de 2022 | Mónaco (Pro A) | 74–65           | JL Bourg (Pro A) |  |
|                     |                |                 |                  |  |
|                     |                | [coupe Rapport] |                  |  |

| 26 de marzo de 2022 | ASVEL (Pro A) | 78–79           | Gravelines Dunkerque (Pro A) |  |
|                     |               |                 |                              |  |
|                     |               | [coupe Rapport] |                              |  |

## Semifinales
Esta ronda se disputó entre el 27 de marzo de 2022.
| 27 de marzo de 2022 | Strasbourg (Pro A) | 86–73           | Mónaco (Pro A) |  |
|                     |                    |                 |                |  |
|                     |                    | [coupe Rapport] |                |  |

| 27 de marzo de 2022 | ÉB Pau-Lacq-Orthez (Pro A) | 88–85           | Gravelines Dunkerque (Pro A) |  |
|                     |                            |                 |                              |  |
|                     |                            | [coupe Rapport] |                              |  |

## Final
El partido se disputó el 23 de abril de 2022.
| 23 de abril de 2022 | ÉB Pau-Lacq-Orthez (Pro A) | 95–86           | Strasbourg (Pro A) |  |
|                     |                            |                 |                    |  |
|                     |                            | [coupe Rapport] |                    |  |